# Comuna Krîcevîci, Kovel
Krîcevîci (în ucraineană Кричевичі) este o comună în raionul Kovel, regiunea Volînia, Ucraina, formată din satele Ceremoșne, Krîcevîci (reședința) și Lomaceanka.

## Demografie
Componența lingvistică a satului Krîcevîci
     Ucraineană (99,88%)
     Alte limbi (0,12%)
Conform recensământului din 2001, majoritatea populației satului Krîcevîci era vorbitoare de ucraineană (99,88%), existând în minoritate și vorbitori de alte limbi.